# Heinrich Ferdinand Möller
Heinrich Ferdinand Möller (* 1745 in Olbersdorf bei Jägerndorf in Schlesien; † 27. Februar 1798 in Fehrbellin) war ein deutscher Schauspieler und Schriftsteller.

## Leben
Möller wirkte ab 1770 als Schauspieler in Hamburg zunächst bei der Burianischen Gesellschaft, später bei der Seylerschen Truppe. In den 1780er Jahren war er Direktor der Hofschauspielergesellschaft des Markgrafen zu Braunschweig-Schwedt und Regisseur des Hoftheaters in Schwedt. Er starb 1798 auf einer Reise nach Berlin in Fehrbellin.
Möllers berühmtestes Stück war Der Graf von Waltron oder Die Subordination (1776), das zwanzig Jahre lang auf den Bühnen ganz Europas gespielt und ins Französische, Italienische und Schwedische übersetzt wurde. Sein Lustspiel Die Zigeuner wurde mehrfach vertont: von Johann Christoph Kaffka 1778, von Christian Gottlob Neefe 1779 sowie von Franz Andreas Holly und Anton Eberl (unter dem Titel Les Bohémiens) 1781.

## Werke
- Ferdinand und Wilhelmine, oder: Die wunderbahre Entdeckung. Ein rührendes Original-Lustspiel in Prosa und fünf Aufzügen, 1775 (Digitalisat)
- Luise, oder der Sieg der Unschuld, 1775 (Digitalisat)
- Der Graf von Waltron, oder die Subordination, 1776 (Digitalisat)
- Sophie, oder der gerechte Fürst, 1776 (Digitalisat), 1779 (Digitalisat)
- Ernst und Gabriele, 1776
- Die Zigeuner, 1777 (Digitalisat)
- Emanuel und Elmira, 1778
- Heinrich und Henriette, 1778
- Wikinson und Wandrop, 1779
- Schuß von Gänsewitz, oder Betrug aus Liebe (Singspiel, Joseph Aloys Schmittbaur, 1787, Karlsruhe)
- Wladislav II., 1791